# Басов, Александр Владимирович
Алекса́ндр Влади́мирович Ба́сов (16 сентября 1965, Москва) — советский и российский кинорежиссёр, сценарист, продюсер и актёр.

## Биография и творчество
Родился 16 сентября 1965 года Москве.
в кинематографической семье: мать — актриса Валентина Титова, отец — актёр и режиссёр Владимир Басов.
В 1980 году с Михаилом Болдуманом создал молодёжное творческое объединение «КИМ», объединявшее юных поэтов, художников и др., исповедовавших новое направление в искусстве — «кимизм», изобретённое Михаилом Болдуманом. В 1981 году объединение издало самиздатовский альманах «ЯРЪ», в котором были опубликованы проза и стихи его участников — М. Чернолузского (Михаила Болдумана), Иванова-Петрова (Александра Басова), Александра Жаля (Эфроима Заславского) и др. Манифест «кимизма», опубликованный там же, был полностью сочинён Михаилом Болдуманом. Издание альманаха не прошло незамеченным компетентными органами и в дальнейшем имело последствия для его участников.
В 1982 году объединение создает «КИМТОрг» — кимистическую театральную организацию. В Музее Маяковского Александр Басов ставит спектакли «Владимир Маяковский Трагедия» и «Скрипка и немножко нервно» (зонги А. Басова и Дм. Чижова). К 1985 году «КИМ» разваливается.
С 1982 года А. Басов учится во ВГИКе на постановочном (впоследствии — режиссёрском) факультете у С. А. Герасимова. В 1984 году отчисляется из института за пропуски занятий. В 1985 году восстанавливается в мастерскую И. В. Таланкина. В 1986 году отчисляется из института по ходатайству комсомольского собрания.
Служит в армии. Красноярск — Ватутинки — Театр Советской Армии.
Уволившись в запас в 1988 году, восстанавливается во ВГИК в мастерскую М. М. Хуциева. В 1991 году снимает курсовую работу «Псих и Мелочёвка» — по мотивам прозы М. Левитина.
В дальнейшем работает на телевидении.
В 2004 году в соавторстве с Темуром Эсадзе снимает детский фильм-сказку «Лесная царевна». 

В 2009 году в качестве автора сценария, режиссёра и продюсера приступает к работе над фильмом «Дом, милый дом». В 2013 году фильм был завершён.

## Призы
- Приз президента жюри Фолькера Шлёндорффа — МКФ Киношкол, Мюнхен, 1991.
- Второе место в конкурсе «Кино Будущего» — II открытый Российский кинофестиваль «Кинотавр» в Сочи, 1992.
- «Самый мудрый фильм» — XIII международный детский кинофестиваль «Артек».
- Гран-при — 11 международный кинофестиваль для детей и юношества «Фильмак-2005».
- Второй приз — международный фестиваль «Московская премьера».
- Гран-при — VII международный кинофестиваль для детей «Сказка».
- Благодарность администрации президента за вклад в развитие детского киноискусства.

## Семья
С первой женой, Галиной Бочковой, познакомился, учась во ВГИКе. Мстислав Басов — сын от первого брака. Гражданский брак с Екатериной Ракша продлился 4 года. Вторая  жена, актриса Екатерина Лапина, погибла в результате автокатастрофы 15 февраля 2012 года. Сейчас женат на актрисе Юлии Яновской.

## Фильмография

### Актёр
1. 1971 —  Возвращение к жизни — Лейно
2. 1973 — Нейлон 100% — Петя
3. 1989 — Прошлое всегда с нами — Лев Вайншток
4. 2001 — Сдвинутый
5. 2014 — Моя мама против — заключённый
6. 2014 — Скалолазка

### Режиссёр
1. 1991 — Псих и мелочёвка
2. 1995—1999 — Криминальная Россия. Современные хроники
3. 2000 — ДМБ-002
4. 2000 — ДМБ-003
5. 2000 — ДМБ-004
6. 2000 — ДМБ: Снова в бою
7. 2001 — Сдвинутый
8. 2004 — Лесная царевна
9. 2005 — Криминальные игры
10. 2013 — Дом, милый дом

### Сценарист
1. 1991 — Псих и мелочёвка
2. 1995 — Ночь и день
3. 2000 — ДМБ-002
4. 2000 — ДМБ-003
5. 2000 — ДМБ-004
6. 2000 — ДМБ: Снова в бою
7. 2002 — Повесть о забытой любви
8. 2007 — Полустанок
9. 2009 — Криминальное видео
10. 2011 — Салями
11. 2012 — Красавица и чудовище
12. 2013 — Дом, милый дом

### Продюсер
1. 2013 — Дом, милый дом